# Jordi Farràs i Forné
Jordi Farràs i Forné és un polític andorrà que va exercir de Síndic General d'Andorra des de 1992 a 1994. També va ser Conseller General de 1986 fins a 1994. Durant el seu mandat es va aprovar la constitució andorrana i poc després de l'aprovació d'aquesta Josep Dallerès Codina va esdevindre Síndic. Va militar al Agrupament Nacional Democràtic de Òscar Ribas i Reig i posteriorment al Partit Demòcrata.

## Distincions honorífiques
- Cavaller de la Creu dels Set Braços, Principat d'Andorra (2024)[2]